# Baucau (município)
Baucau (em tétum Baukau) é um dos 13 municípios administrativos de Timor-Leste, localizado na zona oriental do país. Possui 111694 habitantes (Censo de 2010) e uma área de 1.494 km². A sua capital é a cidade de Baucau, segunda cidade de Timor-Leste, logo após Díli que fica a 122 km para oeste. Nos tempos da colonização portuguesa era chamada Vila Salazar. 

## Características

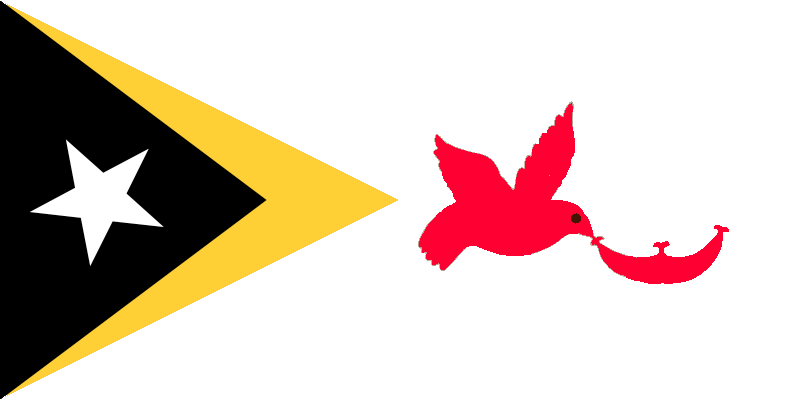
Bandeira da Baucau

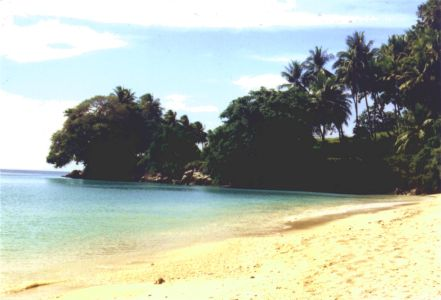
Praia em Baucau

O município de Baucau é idêntico ao concelho do mesmo nome do tempo do Timor Português e inclui os postos administrativos de:
- Baguia,
- Baucau,
- Fatu Maca,
- Laga,
- Quelicai,
- Vemasse
- Venilale (ex-Vila Viçosa).

A 6 quilómetros da cidade de Baucau fica o maior aeroporto internacional de Timor-Leste (código da IATA: NCH), conhecido durante o domínio português como "Aeroporto Madeira Pinto (Baucau)".
No posto administrativo de Venilale os túneis edificados pelos japoneses lembram o período da ocupação nipónica durante a Segunda Guerra Mundial. No mesmo posto administrativo merece também destaque o projecto de reconstrução e reabilitação da Escola do Reino de Venilale.

## Economia
A principal actividade económica do município de Baucau é a agricultura (milho, arroz, amendoim, coco e produtos hortícolas). A falta de transportes e a fraca disponibilidade de energia eléctrica têm impedido o desenvolvimento das pequenas empresas que começam a emergir.
O município de Baucau tem também uma vasta zona de litoral, com praias atraentes, ideais para nadar e para outras actividades aquáticas.
Para além das línguas oficiais do país, o tétum e o português, no município de Baucau grande parte da população expressa-se também em macassai.

## Património
- Estação Neolítica